# نادي ديامبارز
نادي ديامبارز لكرة القدم هو أكاديمية كرة قدم سنغالية.

## الإنجازات
- دوري السنغال الممتاز: 1

2013

## روابط خارجية
- الموقع الرسمي